# Алменсиля
Алменсиля (на испански: Almensilla) е населено място и община в Испания. Намира се в провинция Севиля, в състава на автономната област Андалусия. Общината влиза в състава на района (комарка) Голяма Севиля. Заема площ от 14 km². Населението му е 5732 души (по преброяване от 2010 г.). Разстоянието до административния център на провинцията е 15 km.

## Демография
| 1996 | 1998 | 1999 | 2000 | 2001 | 2002 | 2003 | 2004 | 2005 | 2006 |
| ---- | ---- | ---- | ---- | ---- | ---- | ---- | ---- | ---- | ---- |
| 2232 | 2703 | 2884 | 3110 | 3213 | 3352 | 3545 | 4244 | 4534 | 4927 |